# Solenoptera intermedia
Solenoptera intermedia là một loài bọ cánh cứng trong họ Cerambycidae.